# 창녕우체국
창녕우체국은 경상남도 창녕군을 관할하는 부산지방우정청 우체국이다.

## 연혁
- 1905년 5월 22일: 창녕임시 우편소 개소
- 1949년 8월 13일: 창녕우체국으로 개칭
- 1971년 12월 15일: 사무관국 승격
- 1998년 6월 27일: 현 청사로 개축 (대지2,062m2,건물1,996,58m2,지하1층,지상3층)
- 2001년 7월 11일: 창녕남지본동우편취급소 위탁계약 해지[1]
- 2001년 10월 1일: 영산우체국을 창녕영산우체국으로, 대합우체국에서 창녕대합우체국으로, 경남고곡우체국에서 창녕고곡우체국으로, 이방우체국에서 창녕이방우체국으로, 유어우체국에서 창녕유어우체국으로, 계성우체국에서 창녕계성우체국으로, 고암우체국에서 창녕고암우체국으로, 도천우체국을 창녕도천우체국으로, 대지우체국을 창녕대지우체국으로, 장마우체국을 창녕장마우체국 명칭 변경[2]
- 2002년 8월 1일: 창녕교리우편취급소 개국[3]
- 2011년 4월 1일: 대견우체국을 창녕성산우체국으로 명칭 변경[4]
- 2011년 12월 19일: 길곡우체국을 창녕길곡우체국으로 명칭 변경[5]
- 2012년 5월 1일: 남지우체국을 창녕남지우체국으로, 부곡우체국을 창녕부곡우체국으로 명칭 변경[6]
- 2014년 1월 1일: 우편구역을 다음과 같이 고시[7]

| 배달국         | 배달구역                                                              | 구역번호                         |
| -------------- | --------------------------------------------------------------------- | -------------------------------- |
| 창녕우체국     | 창녕읍 · 계성면 · 고암면 · 대지면 · 대합면 · 성산면 · 유어면 · 이방면 | 50300 ~ 50335 50338, 50340 50341 |
| 창녕영산우체국 | 남지읍, 영산면 · 길곡면 · 도천면 · 부곡면 · 장마면                    | 50336, 50337 50339 50342 ~ 50367 |

- 2021년 8월 15일 : 창녕이방우체국 별정우체국 지정 해지[8]
- 2021년 8월 17일 : 창녕이방우체국 폐국[9]

## 관할 우체국
| 우체국명               | 사진 | 주소                                  | 비고                                                          |
| ---------------------- | ---- | ------------------------------------- | ------------------------------------------------------------- |
| 창녕계성우체국         |      | 경상남도 창녕군 계성면 영산계성로 467 | 별정우체국 2001년 10월 1일 계성우체국에서 명칭 변경           |
| 창녕고암우체국         |      | 경상남도 창녕군 고암면 창밀로 386     | 별정우체국 2001년 10월 1일 고암우체국에서 명칭 변경           |
| 창녕고곡우체국         |      | 경상남도 창녕군 남지읍                | 2001년 10월 1일 경남고곡우체국에서 명칭 변경                  |
| 창녕교리우편취급소     |      | 경상남도 창녕군 창녕읍 교리 1036-1    | 2002년 8월 1일 신설                                           |
| 창녕길곡우체국         |      | 경상남도 창녕군 길곡면 낙동로 1507    | 별정우체국 2011년 12월 19일 길곡우체국에서 명칭 변경          |
| 창녕남지우체국         |      | 경상남도 창녕군 남지읍 낙동로 460     | 2012년 5월 1일 남지우체국에서 명칭 변경                       |
| 창녕남지본동우편취급소 |      | 경상남도 창녕군 남지읍 남지리 615     | 2001년 7월 11일 폐국                                          |
| 창녕대지우체국         |      | 경상남도 창녕군 대지면 우포2로 972-1  | 별정우체국 2001년 10월 1이 대지우체국에서 명칭 변경           |
| 창녕대합우체국         |      | 경상남도 창녕군 대합면 십이리2길 3    | 2001년 10월 1일 대합우체국에서 명칭 변경                      |
| 창녕도천우체국         |      | 경상남도 창녕군 도천면 영산도천로 352 | 별정우체국 2001년 10월 1일 도천우체국에서 명칭 변경           |
| 창녕부곡우체국         |      | 경상남도 창녕군 부곡면 신촌길 2       | 2012년 5월 1일 부곡우체국에서 명칭 변경                       |
| 창녕성산우체국         |      | 경상남도 창녕군 성산면 창한로 433     | 별정우체국 2011년 4월 1일 대견우체국에서 명칭 변경            |
| 창녕영산우체국         |      | 경상남도 창녕군 영산면 연지길 11      | 2001년 10월 1일 영산우체국에서 명칭 변경                      |
| 창녕유어우체국         |      | 경상남도 창녕군 유어면 유어장마로 757 | 별정우체국 2001년 10월 1일 유어우체국에서 명칭 변경           |
| 창녕이방우체국         |      | 경상남도 창녕군 이방면 이방대합로 352 | 2001년 10월 1일 이방우체국에서 명칭 변경 2021년 8월 17일 폐국 |
| 창녕장마우체국         |      | 경상남도 창녕군 장마면 강리길 29      | 별정우체국 2001년 10월 1일 장마우체국에서 명칭 변경           |

## 조직
- 우편물류과
- 영업과
- 경영지도실